# 180 mm działo kolejowe TM-1-180
180 mm działo kolejowe TM-1-180 (ros. 180-мм железнодорожная установка ТМ-1-180) – sowieckie działo kolejowe kalibru 180 mm.
Działa TM-1-180 były produkowane od 1934 roku w fabryce im. Marty w Mikołajowie. Były to morskie armaty typu B-1P (Б-1-П) kalibru 180 mm, ustawione na ośmioosiowych platformach kolejowych. Z dział tego typu sformowano cztery czterodziałowe baterie artylerii nadbrzeżnej. W 1941 roku baterie te były przydzielone do obrony bazy Floty Bałtyckiej w Tallinnie, Półwyspu Hanko, bazy floty w Lipawie i bazy Floty Czarnomorskiej w Noworosyjsku.
Po ataku niemieckim działa TM-1-180 brały między innymi udział w obronie Leningradu. Działa walczące na froncie leningradzkim zostały w 1942 roku podporządkowane 101 morskiej brygadzie artylerii kolejowej (101 морская железнодорожная артиллерийская бригада).